# Лемма Гаусса о геодезических
Ле́мма Га́усса о геодези́ческих утверждает, что любая достаточно малая сфера в риманова многообразии перпендикулярна каждой геодезической, проходящей через её центр.
Лемма используется в доказательстве того, что геодезические являются локально кратчайшими кривыми, также она имеет фундаментальное значение при изучении геодезической выпуклости и нормальных координат.

## Формулировка
Пусть {\displaystyle T_{p}} обозначает касательное пространство в точке {\displaystyle p} риманова многообразия {\displaystyle (M,g)} и {\displaystyle \exp _{p}\colon T_{p}\to M} — экспоненциальное отображение.
Заметим, что для любого вектора {\displaystyle x\in T_{p}} касательное пространство {\displaystyle T_{x}T_{p}} к касательному пространству {\displaystyle T_{p}} можно отождествить с самим {\displaystyle T_{p}}.
Для любых {\displaystyle x,v\in T_{p}}
{\displaystyle g((d_{x}\exp _{p})(v),(d_{x}\exp _{p})(x))=\langle v,x\rangle ,}
где {\displaystyle d_{x}\exp _{p}\colon T_{p}=T_{x}T_{p}\to T_{\exp _{p}x}} обозначает дифференциал экспоненциального отображения.